# Атомная энергетика Японии
Первой атомной электростанцией Японии стала АЭС Токай, начавшая работу в 1966 году. С 1973 года ядерная энергетика была национальным стратегическим приоритетом в Японии, как страны в значительной степени зависящей от импорта топлива. С самого начала выражалась обеспокоенность по поводу способности атомных станций Японии выдерживать высокую сейсмическую активность.
До катастрофы на Фукусиме (март 2011) Япония располагала 54 действующими атомными реакторами (третье место в мире после Франции и США и первое в Азии). АЭС Японии вырабатывали около 30 % электроэнергии страны.
После Фукусимской катастрофы работа всех японских АЭС была постепенно приостановлена для проверок и модернизации; последний действующий реактор был остановлен в мае 2012 года. После этого работали некоторое время лишь два блока (с июля по сентябрь 2013 года).
Правительство премьер-министра Синдзо Абэ предприняло множество шагов для возобновления работы АЭС в Японии. Предполагается, что АЭС смогут возобновить производство электричества после того как будет подтверждено их соответствие новым, более строгим стандартам безопасности и после получения разрешений от местных органов самоуправления. Подготовка к пуску энергоблоков сталкивается с серьезной оппозицией и сопровождается разбирательствами в судах. Согласно опросу отобранных Рейтер экспертов, от трети до двух третей из 48 реакторов в конечном итоге будут списаны по различным причинам, включая: срок службы реактора, препятствия в модернизации для соответствия новым стандартам безопасности, сейсмическая активность, а также гражданская и политическая оппозиция. Весной 2015 года операторы приняли решение вывести из эксплуатации 5 наиболее старых атомных реакторов Японии; правительство страны обещает операторам компенсации затрат на списывание реакторов.
Впервые после длительного перерыва, атомный реактор начал действовать в Японии[где?] в августе 2015 года.
Атомная энергетика Японии, по итогам 2023 года, выработала 5,55 % электроэнергии в стране. Хотя 33 ядерных реактора формально классифицируются МАГАТЭ и правительством Японии как действующие, только 14 из них генерировали электроэнергию в 2025 году, остальные временно остановлены.

## Атомные электростанции
Япония располагает 15 действующими АЭС с 33 ядерными реакторами (см. Список АЭС мира). Большинство из них находятся в состоянии холодной остановки. Два реактора строятся, однако их возведение приостановлено.
17 мая 2022 г. министр экономики, торговли и промышленности Японии Коити Хагиуда заявил, что строительство новых атомных электростанций в Японии не предполагается, несмотря на нарастающее беспокойство по поводу энергетической безопасности страны из-за ситуации на Украине.

## Сейсмическая безопасность
Япония расположена в сейсмоактивном районе, разрушительные землетрясения, которые часто приводят к цунами, происходят несколько раз в столетие. В связи с этим была выражена озабоченность по поводу конкретных рисков строительства и эксплуатации атомных электростанций в Японии. Хидэкацу Ёси, член Палаты представителей от японской компартии и участник антиядерного движения, предупредил в марте и октябре 2006 года о возможности серьёзного ущерба, который может быть вызван цунами или землетрясением. В ответ Ёсинобу Тэрасака, глава агентства по ядерной и промышленной безопасности, ответил, что станции настолько хорошо спроектированы, что «такая ситуация практически невозможна».
После аварии на АЭС Фукусима-1 Эмори Ловинс заявил, что «зона землетрясений и цунами, населённая 127 млн человек, является не очень подходящим местом для 54 реакторов». Международное агентство по атомной энергии (МАГАТЭ) также выражало озабоченность. На заседании G8 по ядерной безопасности, состоявшимся в Токио в 2008 году, эксперт МАГАТЭ предупредил, что сильное землетрясение с магнитудой выше 7,0 может создать «серьёзные проблемы» для Японских атомных электростанций.

## Атомная энергетика после Фукусимы
После катастрофы на АЭС Фукусима в марте 2011 года все реакторы японских АЭС были постепенно заглушены. Последний действующий реактор был остановлен в мае 2012 года. После этого в июле 2012 года компания-оператор в соответствии с полученным разрешением запустила два энергоблока АЭС Ои. Однако разрешение было отозвано, и оба реактора были остановлены в сентябре 2013 года. Таким образом, в 2012 году впервые с 1970 года в генерации электроэнергии Японии не было задействовано никаких атомных мощностей. С сентября 2013 года по август 2015 все реакторы японских АЭС оставались заглушенными. Кроме того, были остановлены все исследовательские реакторы и заводы по переработке топлива.
Оценка аварии на Фукусиме и ее последствий привели к упразднению Агентства по ядерной и индустриальной безопасности Японии — регулирующего органа, отвечавшего за контроль безопасности АЭС. Его функции были переданы сформированной в 2012 году Комиссии по атомной энергии Японии (яп. 原子力規制委員会 (日本)). В июле 2013 года Комиссия по атомной энергии опубликовала обновленные и ужесточенные требования к безопасности атомных станций и поэтапную процедуру получения разрешения на эксплуатацию АЭС. С этого момента была открыта дорога для компаний-операторов АЭС к перезапуску реакторов.
11 августа 2015 года в Японии впервые с 2013 года был запущен атомный реактор — энергоблок 1 АЭС Сендай. 15 октября заработал второй реактор АЭС Сендай.
29 января 2016 года Энергетическая компания Кансай запустила третий реактор на АЭС Такахама после того, как суд принял решение в пользу компании. Неудачно закончилась попытка подключить к сети 29 февраля реактор Такахама-4, и он был снова остановлен. 9 марта окружной суд Оцу выпустил распоряжение об остановке реакторов Такахама. После чего Такахама-3 был вновь остановлен. В марте 2017 года Высокий суд Осаки отменил решение нижестоящий судебной инстанции об остановке Такахамы. 22 мая 2017 года компания-оператор произвела запуск четвертого реактора АЭС. 6 июня запущен третий реактор той же станции.
25 марта 2016 Энергетическая компания Сикоку (YONDEN) объявила о решении вывести из эксплуатации первый реактор АЭС Иката. Компания объяснила решение экономическими соображениями, по которым модернизация энергоблока не окупится за оставшийся эксплуатационный срок. 15 августа 2016 запущен третий блок АЭС Иката. Иск резидентов префектуры Хиросима против запуска АЭС был отклонён судом. В декабре 2017 года третий блок был планово остановлен, а 13 декабря Высший суд Хиросимы запретил его перезапуск до сентября 2018 года из-за оценки потенциальной угрозы в случае вулканического извержения. Решение суда было оспорено, и в сентябре 2018 года Высший суд Хиросимы снял свой запрет.
27 марта 2018 года совет директоров YONDEN принял решение об окончательном закрытии второго энергоблока Иката. Решение было обусловлено ограничениями срока эксплуатации реактора (36 лет на момент решения), дороговизной модернизации (~2 миллиарда долларов США) и низким спросом на электроэнергию.
В ноябре 2015 года Комиссия по атомной энергии постановила, что Агентство атомной энергетики не в состоянии управлять реактором на быстрых нейтронах Мондзю. Комиссия потребовала, чтобы правительство нашло другого оператора или списало реактор. Правительство установило срок для приема заявок от компаний, желающих управлять Мондзю, однако претендентов не оказалось. 21 декабря 2016 года правительство объявило о закрытии Мондзю и последующем его списании. Планируется, что к 2022 году будет выгружено топливо, а в 2047 году будет завершен демонтаж АЭС. Стоимость списывания оценивается в 3 миллиарда долларов США. С момента запуска реактора до решения о его закрытии прошло 22 года. В течение этого времени Мондзю работал в общей сложности около 250 дней.
В декабре 2017 года Энергетическая компания Кансай объявила, что из-за технических препятствий не будет модернизировать первый и второй реакторы АЭС Ои и намерена демонтировать их.
14 марта 2018 года запущен третий реактор АЭС Ои. 9 мая 2018 года запущен четвертый реактор АЭС Ои.
23 марта 2018 года запущен третий реактор АЭС Генкай после того как окружной суд Саги отклонил иск резидентов префектуры против эксплуатации АЭС.
16 июня 2018 произведен запуск четвертого реактора АЭС Генкай.
В октябре 2018 года компания «Tohoku Electric Power Company» приняла решение не возобновлять эксплуатацию первого блока Онагава.
30 октября 2018 года запущен третий реактор АЭС Иката Таким образом, в течение 2018 года возобновили выработку электричества 4 реактора.
13 февраля 2019 года компания-оператор Кюсю Электрик объявила о решении списать второй энергоблок АЭС Генкай. Кюсю Электрик отказалась от намерения просить продление эксплуатационного срока реактора. В качестве причин решения были названы: дороговизна модернизации и физическая невозможность удовлетворить новые требования безопасности в отношении антитеррористических мер. Генкай-2 оставался в состоянии холодного останова с 2011 года.
24 июля 2019 года президент Токийской энергетической компании объявил о решении полностью вывести из эксплуатации АЭС Фукусима-2 (Фукусима дай-ни) с четырьмя реакторами. Фукусима дай-ни простаивала с марта 2011 года, ТЕПКО не запрашивала разрешение на перезапуск ее реакторов, и решение об их выводе из эксплуатации неоднократно прогнозировалось рядом специалистов.

### Текущий статус блоков
.
| Состояние | Количество блоков | Блоки |
| --- | ----------------- | --- |
| Возвращены в коммерческую эксплуатацию | 9                 | - № 3/4 АЭС Такахама - № 3/4 АЭС Ои - № 3 АЭС Иката - № 3/4 АЭС Генкай - № 1/2 АЭС Сендай                                      |
| Заручились одобрением японского регулирующего органа NRA, подтвердившего, что они соответствуют постфукусимским стандартам безопасности, однако по различным причинам их повторный пуск пока не состоялся. Некоторым необходимо до пуска выполнить ряд предписанных мероприятий, для остальных требуется получить согласие на пуск от местных властей. | 6                 | - № 2 АЭС Токай - № 6/7 АЭС Касивадзаки-Карива - № 3 АЭС Михама - № 1/2 АЭС Такахама                                           |
| Находятся на рассмотрении в регулирующем органе | 10                | - № 2 АЭС Цуруга - № 1-3 АЭС Томари - № 2 АЭС Онагава - № 1 АЭС Хигасидори - № 3/4 АЭС Хамаока - № 2 АЭС Сика - № 2 АЭС Симане |
| Приняты решения владельцев об окончательной остановке | 8                 | - № 1/2 АЭС Ои - № 2 АЭС Иката - № 1-4 АЭС Фукусима - № 1 АЭС Онагава                                                          |
| Cудьба остаётся неясной | 7                 | - № 1-5 АЭС Касивадзаки-Карива - ещё 2                                                                                         |

Парк реакторов АЭС за период с 01.12.1963 по 01.01.2021 г., в  соответствии с данными PRIS IAEA, отображён данными таблицы 1
| Таблица 1. Парк реакторов АЭС Японии с 01.12.1960 по 01.01.2021 |                         |              |        |                     |                                   |                                    |                      |                         |                           |                       |
| п/п                                                             | Наименование реактора   | Тип реактора | Статус | Местонахождение     | Установленная мощность-нетто, МВт | Установленная мощность-брутто, МВт | Начало строительства | Первое включение в сеть | Ввод в эксплуатацию (COD) | Вывод из эксплуатации |
| 1                                                               | FUGEN ATR               | HWLWR        | PS     | TSURUGA             | 148                               | 165                                | 5/10/1972            | 7/29/1978               | 3/20/1979                 | 3/29/2003             |
| 2                                                               | FUKUSHIMA-DAIICHI-1     | BWR          | PS     | OHKUMA-MACHI        | 439                               | 460                                | 7/25/1967            | 11/17/1970              | 3/26/1971                 | 5/19/2011             |
| 3                                                               | FUKUSHIMA-DAIICHI-2     | BWR          | PS     | OHKUMA-MACHI        | 760                               | 784                                | 6/9/1969             | 12/24/1973              | 7/18/1974                 | 5/19/2011             |
| 4                                                               | FUKUSHIMA-DAIICHI-3     | BWR          | PS     | OHKUMA-MACHI        | 760                               | 784                                | 12/28/1970           | 10/26/1974              | 3/27/1976                 | 5/19/2011             |
| 5                                                               | FUKUSHIMA-DAIICHI-4     | BWR          | PS     | OHKUMA-MACHI        | 760                               | 784                                | 2/12/1973            | 2/24/1978               | 10/12/1978                | 5/19/2011             |
| 6                                                               | FUKUSHIMA-DAIICHI-5     | BWR          | PS     | OHKUMA-MACHI        | 760                               | 784                                | 5/22/1972            | 9/22/1977               | 4/18/1978                 | 12/17/2013            |
| 7                                                               | FUKUSHIMA-DAIICHI-6     | BWR          | PS     | OHKUMA-MACHI        | 1067                              | 1100                               | 10/26/1973           | 5/4/1979                | 10/24/1979                | 12/17/2013            |
| 8                                                               | FUKUSHIMA-DAINI-1       | BWR          | PS     | NARAHA-MACHI        | 1067                              | 1100                               | 3/16/1976            | 7/31/1981               | 4/20/1982                 | 30.09.2019            |
| 9                                                               | FUKUSHIMA-DAINI-2       | BWR          | PS     | NARAHA-MACHI        | 1067                              | 1100                               | 3/25/1979            | 6/23/1983               | 2/3/1984                  | 30.09.2019            |
| 10                                                              | FUKUSHIMA-DAINI-3       | BWR          | PS     | NARAHA-MACHI        | 1067                              | 1100                               | 3/23/1981            | 12/14/1984              | 6/21/1985                 | 30.09.2019            |
| 11                                                              | FUKUSHIMA-DAINI-4       | BWR          | PS     | NARAHA-MACHI        | 1067                              | 1100                               | 5/28/1981            | 12/17/1986              | 8/25/1987                 | 30.09.2019            |
| 12                                                              | GENKAI-1                | PWR          | PS     | GENKAI-CHO          | 529                               | 559                                | 9/15/1971            | 2/14/1975               | 10/15/1975                | 4/27/2015             |
| 13                                                              | GENKAI-2                | PWR          | PS     | GENKAI-CHO          | 529                               | 559                                | 2/1/1977             | 6/3/1980                | 3/30/1981                 | 4/9/2019              |
| 14                                                              | GENKAI-3                | PWR          | OP     | GENKAI-CHO          | 1127                              | 1180                               | 6/1/1988             | 6/15/1993               | 4/18/1994                 | --                    |
| 15                                                              | GENKAI-4                | PWR          | OP     | GENKAI-CHO          | 1127                              | 1180                               | 7/15/1992            | 11/12/1996              | 7/25/1997                 | --                    |
| 16                                                              | HAMAOKA-1               | BWR          | PS     | OMAEZAKI-SHI        | 515                               | 540                                | 6/10/1971            | 1/20/1987               | 3/17/1976                 | --                    |
| 17                                                              | HAMAOKA-2               | BWR          | PS     | OMAEZAKI-SHI        | 806                               | 840                                | 6/14/1974            | 1/27/1993               | 11/29/1978                | --                    |
| 18                                                              | HAMAOKA-3               | BWR          | OP     | OMAEZAKI-SHI        | 1056                              | 1100                               | 6/10/1971            | 1/20/1987               | 3/17/1976                 | --                    |
| 19                                                              | HAMAOKA-4               | BWR          | OP     | OMAEZAKI-SHI        | 1092                              | 1137                               | 6/14/1974            | 1/27/1993               | 11/29/1978                | --                    |
| 20                                                              | HAMAOKA-5               | BWR          | OP     | OMAEZAKI-SHI        | 1325                              | 1380                               | 7/12/2000            | 4/30/2004               | 1/18/2005                 | --                    |
| 21                                                              | HIGASHI DORI-1 (TOHOKU) | BWR          | OP     | Higashidori-mura    | 1067                              | 1100                               | 11/7/2000            | 3/9/2005                | 12/8/2005                 | --                    |
| 22                                                              | IKATA-1                 | PWR          | PS     | IKATA-CHO           | 538                               | 566                                | 9/1/1973             | 2/17/1977               | 9/30/1977                 | 5/10/2016             |
| 23                                                              | IKATA-2                 | PWR          | PS     | IKATA-CHO           | 538                               | 566                                | 8/1/1978             | 8/19/1981               | 3/19/1982                 | 5/23/2018             |
| 24                                                              | IKATA-3                 | PWR          | OP     | IKATA-CHO           | 846                               | 890                                | 10/1/1990            | 3/29/1994               | 12/15/1994                | --                    |
| 25                                                              | JPDR                    | BWR          | PS     | TOKAI-MURA          | 12                                | 13                                 | 12/1/1960            | 10/26/1963              | 3/15/1965                 | 3/18/1976             |
| 26                                                              | KASHIWAZAKI KARIWA-1    | BWR          | OP     | KASHIWAZAKI-SHI     | 1067                              | 1100                               | 6/5/1980             | 2/13/1985               | 9/18/1985                 | --                    |
| 27                                                              | KASHIWAZAKI KARIWA-2    | BWR          | OP     | KASHIWAZAKI-SHI     | 1067                              | 1100                               | 11/18/1985           | 2/8/1990                | 9/28/1990                 | --                    |
| 28                                                              | KASHIWAZAKI KARIWA-3    | BWR          | OP     | KASHIWAZAKI-SHI     | 1067                              | 1100                               | 3/7/1989             | 12/8/1992               | 8/11/1993                 | --                    |
| 29                                                              | KASHIWAZAKI KARIWA-4    | BWR          | OP     | KASHIWAZAKI-SHI     | 1067                              | 1100                               | 3/5/1990             | 12/21/1993              | 8/11/1994                 | --                    |
| 30                                                              | KASHIWAZAKI KARIWA-5    | BWR          | OP     | KASHIWAZAKI-SHI     | 1067                              | 1100                               | 6/20/1985            | 9/12/1989               | 4/10/1990                 | --                    |
| 31                                                              | KASHIWAZAKI KARIWA-6    | BWR          | OP     | KASHIWAZAKI-SHI     | 1315                              | 1356                               | 11/3/1992            | 1/29/1996               | 11/7/1996                 | --                    |
| 32                                                              | KASHIWAZAKI KARIWA-7    | BWR          | OP     | KASHIWAZAKI-SHI     | 1315                              | 1356                               | 7/1/1993             | 12/17/1996              | 7/2/1997                  | --                    |
| 33                                                              | MIHAMA-1                | PWR          | PS     | MIHAMA              | 320                               | 340                                | 2/1/1967             | 8/8/1970                | 11/28/1970                | 4/27/2015             |
| 34                                                              | MIHAMA-2                | PWR          | PS     | MIHAMA              | 470                               | 500                                | 5/29/1968            | 4/21/1972               | 7/25/1972                 | --                    |
| 35                                                              | MIHAMA-3                | PWR          | OP     | MIHAMA              | 780                               | 826                                | 8/7/1972             | 2/19/1976               | 12/1/1976                 |                       |
| 36                                                              | MONJU                   | FBR          | PS     | TSURUGA             | 246                               | 280                                | 5/10/1986            | 8/29/1995               | --                        | 12/5/2017             |
| 37                                                              | OHI-1                   | PWR          | PS     | OHI                 | 1120                              | 1175                               | 10/28/1972           | 12/23/1977              | 3/27/1979                 | 3/1/2018              |
| 38                                                              | OHI-2                   | PWR          | PS     | OHI                 | 1120                              | 1175                               | 12/8/1972            | 10/11/1978              | 12/5/1979                 | 3/1/2018              |
| 39                                                              | OHI-3                   | PWR          | OP     | OHI                 | 1127                              | 1180                               | 10/3/1987            | 6/7/1991                | 12/18/1991                | --                    |
| 40                                                              | OHI-4                   | PWR          | OP     | OHI                 | 1127                              | 1180                               | 5/13/1988            | 6/19/1992               | 2/2/1993                  | --                    |
| 41                                                              | OHMA                    | BWR          | UC     | OHMA                | 1328                              | 1383                               | 5/7/2010             | --                      | --                        | --                    |
| 42                                                              | ONAGAWA-1               | BWR          | PS     | ONAGAWA, ISHINOMAKI | 498                               | 524                                | 7/8/1980             | 11/18/1983              | 6/1/1984                  | 12/21/2018            |
| 43                                                              | ONAGAWA-2               | BWR          | OP     | ONAGAWA, ISHINOMAKI | 796                               | 825                                | 4/12/1991            | 12/23/1994              | 7/28/1995                 | --                    |
| 44                                                              | ONAGAWA-3               | BWR          | OP     | ONAGAWA, ISHINOMAKI | 796                               | 825                                | 1/23/1998            | 5/30/2001               | 1/30/2002                 | --                    |
| 45                                                              | SENDAI-1                | PWR          | OP     | SATSUMASENDAI       | 846                               | 890                                | 12/15/1979           | 9/16/1983               | 7/4/1984                  | --                    |
| 46                                                              | SENDAI-2                | PWR          | OP     | SATSUMASENDAI       | 846                               | 890                                | 10/12/1981           | 4/5/1985                | 11/28/1985                | --                    |
| 47                                                              | SHIKA-1                 | BWR          | OP     | SHIKA-MACHI         | 505                               | 540                                | 7/1/1989             | 1/12/1993               | 7/30/1993                 | --                    |
| 48                                                              | SHIKA-2                 | BWR          | OP     | SHIKA-MACHI         | 1108                              | 1206                               | 8/20/2001            | 7/4/2005                | 3/15/2006                 | --                    |
| 49                                                              | SHIMANE-1               | BWR          | PS     | MATSUE              | 439                               | 460                                | 7/2/1970             | 12/2/1973               | 3/29/1974                 | 30.04.2015            |
| 50                                                              | SHIMANE-2               | BWR          | OP     | MATSUE              | 789                               | 820                                | 2/2/1985             | 7/11/1988               | 2/10/1989                 | --                    |
| 51                                                              | SHIMANE-3               | BWR          | UC     | MATSUE              | 1325                              | 1373                               | 10/12/2007           | --                      | --                        | --                    |
| 52                                                              | TAKAHAMA-1              | PWR          | OP     | TAKAHAMA            | 780                               | 826                                | 4/25/1970            | 3/27/1974               | 11/14/1974                | --                    |
| 53                                                              | TAKAHAMA-2              | PWR          | OP     | TAKAHAMA            | 780                               | 826                                | 3/9/1971             | 1/17/1975               | 11/14/1975                | --                    |
| 54                                                              | TAKAHAMA-3              | PWR          | OP     | TAKAHAMA            | 830                               | 870                                | 12/12/1980           | 5/9/1984                | 1/17/1985                 | --                    |
| 55                                                              | TAKAHAMA-4              | PWR          | OP     | TAKAHAMA            | 830                               | 870                                | 3/19/1981            | 11/1/1984               | 6/5/1985                  | --                    |
| 56                                                              | TOKAI-1                 | GCR          | PS     | TOKAI MURA          | 137                               | 166                                | 3/1/1961             | 11/10/1965              | 7/25/1966                 | 3/31/1998             |
| 57                                                              | TOKAI-2                 | BWR          | OP     | TOKAI MURA          | 1060                              | 1100                               | 10/3/1973            | 3/13/1978               | 11/28/1978                | --                    |
| 58                                                              | TOMARI-1                | PWR          | OP     | TOMARI VILLAGE      | 550                               | 579                                | 4/18/1985            | 12/6/1988               | 6/22/1989                 | --                    |
| 59                                                              | TOMARI-2                | PWR          | OP     | TOMARI VILLAGE      | 550                               | 579                                | 6/13/1985            | 8/27/1990               | 4/12/1991                 | --                    |
| 60                                                              | TOMARI-3                | PWR          | OP     | TOMARI VILLAGE      | 866                               | 912                                | 11/18/2004           | 3/20/2009               | 12/22/2009                | --                    |
| 61                                                              | TSURUGA-1               | BWR          | PS     | TSURUGA CITY        | 340                               | 357                                | 11/24/1966           | 11/16/1969              | 3/10/1970                 | 4/27/2015             |
| 62                                                              | TSURUGA-2               | PWR          | OP     | TSURUGA CITY        | 1108                              | 1160                               | 11/6/1982            | 6/19/1986               | 2/7/1987                  | --                    |

По состоянию на 1 января 2021 г. в эксплуатации находятся 33 реактора суммарной установленной мощностью-брутто — 33 083 МВт (установленная мощность-нетто — 31 679 МВт), в том числе: 
- 17 реакторов типа BWR; установленная мощность-брутто — 18 425 МВт (нетто — 17 559 МВт);
- 16 реакторов типа PWR; установленная мощность-брутто — 14 838 МВт (нетто — 14 120 МВт)

## Антиядерное движение
Движение против ядерной энергетики уже давно существует в Японии. В 2005 году опрос Международного агентства по атомной энергии показал, что «только один из пяти человек в Японии считает ядерную энергетику безопасной настолько, чтобы оправдать строительство новой станции». Однако в том же исследовании установлено что 61 процент поддерживал политику в области атомной энергетики, в то время как лишь 15 процентов полагали, что ядерная энергетика является слишком опасной, и что все АЭС в Японии должны быть закрыты. Недоверие ядерной программе было самым низким из всех обследованных стран после Южной Кореи. Отношение изменилось после фукусимской катастрофы, 70 % японцев высказались за отказ от атомной энергетики. Только 3 % поддержали строительство новых АЭС.

### Гражданский ядерный информационный центр
Гражданский ядерный информационный центр — это антиядерная общественная организация, посвящённая обеспечению безопасного безъядерного мира. Она была создана в Токио в 1975 году для сбора и анализа информации, связанной с атомной энергетикой, включая вопросы безопасности, экономические вопросы и вопросы нераспространения ядерной энергетики. Данные, собранные центром, предоставляются средствам массовой информации, группам граждан и политикам. CNIC поддерживается за счёт членских взносов, пожертвований и продажи публикаций, и не зависит от правительства и промышленности.

## Организации по ядерной безопасности в Японии
- Комиссия по ядерной безопасности — регулирующий орган атомной промышленности.
- Комиссия по атомной энергии Японии работает в роли консультационной комиссии при японском кабинете министров, эта организация координирует планирование в области ядерной энергии.
- Агентство промышленной и ядерной безопасности выполняет регулирующую деятельность и было сформировано 6 января 2001 г. после реорганизации правительственных учреждений.

### Энергетические компании, эксплуатирующие АЭС
Япония делится на несколько регионов, которые получат электроснабжение от соответствующих региональных поставщиков. Все поставщики имеют статус монополий и регулируются правительством Японии. Все региональные энергетические компаний Японии в настоящее время эксплуатируют АЭС за исключением Окинавской энергетической компании. Все они также являются членами Федерации электроэнергетических компаний. Сами компаний перечислены ниже.
- Токийская энергетическая компания (TEPCO)
- Энергетическая компания Кюсю (Кюсю Электрик)
- Энергетическая компания Тюбу (Тюбу Электрик)
- Энергетическая компания Тохоку (Тохоку Электрик)
- Энергетическая компания Сикоку (YONDEN)
- Энергетическая компания Кансай (KEPCO)
- Энергетическая компания Хокурику (RIKUDEN)
- Энергетическая компания Хоккайдо (HEPCO)
- Энергетическая компания Тюгоку (Chuden)